# ЦСКА (бассейн, Самара)
Спорти́вно-пла́вательный ко́мплекс ЦСКА́ (разг. — бассейн СКА, бассейн СКА–16 и бассейн ЦСК ВВС) — спортивное сооружение в Самаре.

## История
18 ноября 1965 года был отведён земельный участок ПриВО под строительство плавательного бассейна от территории «Куйбышевской ГРЭС» (бывшее место складирования угля). В 1967 году на берегу Волги был возведён и сдан в эксплуатацию 50-и метровый крытый бассейн с прыжковой вышкой и трибуной для 180 зрителей.
Строительные работы были выполнены некачественно – ванна закрытого бассейна дала течь. При капитальном ремонте был установлен металлический кессон в ванну, что, сократило длину плавательных дорожек на 6 сантиметров. В итоге длина дорожки составила 49 метров 94 сантиметра. Проведение официальных соревнований в бассейне стало невозможно.
В 1979 старшим тренером плавательного центра 16–СКА назначен Валерий Филатов (до 1984 года).
19 июля 1979 года ПриВО был отведён второй земельный участок для строительства открытого плавательного бассейна на 10 дорожек и гостиницы на 40 мест. Открытый бассейн с гостиницей и комплексом сопутствующих помещений был сдан в эксплуатацию в 1983 году.
В 1984 году был создан «Центр олимпийской подготовки» при плавательном бассейне СКА — первым руководителем (до 1990 года) стал Юрий Присекин.
20 сентября 1994 года на базе бассейна сформирован «Центр олимпийской подготовки армейских спортсменов», а плавательный комплекс и прилегающая территория были переданы «Центральному спортивному клубу Военно-воздушных сил России».
13 апреля 2015 года ЦСК ВВС, со всем своим имуществом, входит в структуру ФАУ МО РФ «Центральный спортивный клуб армии» — на фасаде бассейна появляется эмблема и вывеска ЦСКА.
В 2016 году прошла реконструкция комплекса, которая позволила комплексу принимать соревнования.

## Соревнования
- 2018: 50-й чемпионат мира по плаванию среди военнослужащих[7]
- 2019: VIII Российско-Китайские молодёжные летние игры[8]
- 2021: Чемпионат Вооружённых сил РФ по офицерскому троеборью[9]

## Инфраструктура
- Открытый 50-метровый бассейн на 10 плавательных  дорожек (50 х 25 м и глубиной от 1,8 до 2,5 м).
- Крытый 50-метровый бассейн на 8 плавательных дорожек (50 х 21 м  и глубиной от 2 до 4,5 м — в зоне прыжковой вышки).
- Игровой спортивный зал для баскетбола, волейбола, футзала.
- Тренажерный зал с механическими силовыми тренажёрами и электрическими кардиотренажёрами.
- Общежитие армейских спортсменов, вместимость номерного фонда 31 человек (одноместных номеров — 7 шт., двухместных номеров — 9 шт., двухместных номеров «люкс» — 3 шт.).
- Столовая для спортсменов на 60 посадочных мест.
- Восстановительные центры, медицинский пункт, кафе, лаборатория, кабинеты управленческого персонала, производственные, служебные и вспомогательные помещения комплекса.